# Koninklijke Paketvaart-Maatschappij

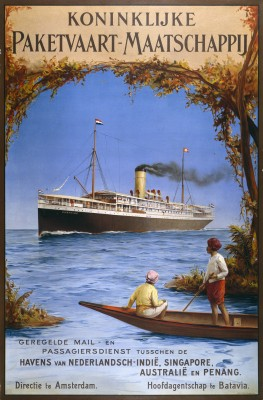
Plakat z 1910 roku

Koninklijke Paketvaart-Maatschappij (KPM) – holenderskie przedsiębiorstwo żeglugowe, założone w 1888. Statki tej kompanii odbywały rejsy między poszczególnymi wyspami Indii Wschodnich.